# Josie Knight
Josie Knight (ur. 29 marca 1997 w Aylesbury) – brytyjska kolarka torowa do 2018 roku reprezentująca Irlandię, wicemistrzyni olimpijska i trzykrotna medalistka mistrzostw świata.

## Kariera
Pierwszy sukces w karierze osiągnęła w 2014 roku, kiedy zdobyła srebrny medal w wyścigu na dochodzenie podczas torowych mistrzostw Europy juniorów. W 2020 roku zdobyła złoty medal w drużynowym wyścigu na dochodzenie na mistrzostwach Europy w Płowdiwie. Następnie w tej konkurencji wywalczyła srebrny medal podczas igrzysk olimpijskich w Tokio i brązowy podczas mistrzostw świata w Roubaix w 2021 roku. Kolejne dwa medale zdobyła na mistrzostwach świata w Yvelines w 2022 roku, gdzie była druga w drużynowym wyścigu na dochodzenie i trzecia w wyścigu indywidualnym. W tym samym roku była również trzecia w wyścigu drużynowym na dochodzenie na igrzyskach Wspólnoty Narodów w Birmingham.